# 義大皇家劇院
義大皇家劇院，位於台灣高雄市大樹區義大世界，是臺灣一座大型表演室內劇院，為多功能室內表演場所與典禮場所。剧院共有1,800席以上觀眾席，挑高20米的天花板以古希臘十二星座之圖案裝飾。舞台面寬24米、挑高10米，配有三座升降舞台，均可當作360度旋轉舞台，並配有表演懸吊天車，可服務綢吊等特殊表演需求。舞台吊桿為電腦控制，舞台大幕無論是上下升降或左右對開，均可以電腦控制速度。為支援表演團隊之排練，劇院另配有30坪及25坪排練室各一間，可供約56人进行演出排練及准备。